# Edward Strachey (1er baron Strachie)
Pour les articles homonymes, voir Edward Strachey.
Edward Strachey (30 octobre 1858 - 25 juillet 1936) est un homme politique libéral britannique. Il est membre des administrations libérales d'Henry Campbell-Bannerman et de Herbert Henry Asquith entre 1905 et 1915.

## Biographie
Il est le fils aîné de Sir Edward Strachey (3e baronnet), et de Mary Isabella (née Symonds). John Strachey, journaliste, et Henry Strachey (artiste) (en), artiste, sont ses jeunes frères et l'homme politique travailliste John Strachey son neveu. 
Il est élu député pour Somerset South aux élections générales de 1892, un siège qu'il occupe jusqu'en 1911  et sert sous Henry Campbell-Bannerman et plus tard Herbert Henry Asquith comme trésorier de la maison de 1905 à 1909 et sous Asquith en tant que secrétaire parlementaire de l'Office de l'agriculture et des pêches de 1909 à 1911 . Cette année-là, il est élevé à la pairie en tant que baron Strachie, de Sutton Court dans le comté de Somerset. En 1912, il est admis au Conseil privé et nommé Paymaster-General, poste qu'il occupe jusqu'en 1915. Cependant, il n'a pas obtenu de poste ministériel lorsque le gouvernement de coalition de 1915 est formé et n'est jamais retourné à un poste politique. 

## Famille
Lord Strachie épouse Constance, fille de Charles Bampfylde Braham, en 1880. Ils ont deux enfants, Frances Constance Maddalena, qui épouse Maurice Towneley-O'Hagan (3e baron O'Hagan), et Edward. 
Lord Strachie décède en juillet 1936, âgé de 77 ans, et son fils Edward lui succède. Lady Strachie ne survit à son mari que quelques mois et décède en décembre 1936.